# جامعة دبرتسن الإصلاحية اللاهوتية
جامعة دبرتسن الإصلاحية اللاهوتية (بالمجريَّة: Debreceni Református Hittudományi Egyetem) هي جامعة بروتستانتية تتبع لنفوذ كنيسة الإصلاح في المجر. تقع الجامعة في مدينة دبرتسن معقل الكالفينية في المجر، بنيت الجامعة عام 1538. الجامعة هي واحدة من المراكز المجرية للتدريب اللاهوتي البروتستانتي.
تعدد أقسام الدراسات الخاصة في الجامعة منها قسم دراسات العهد القديم، وقسم الدراسات العهد الجديد، وقسم لاهوت الكتاب المقدس وتاريخ الدين، وقسم العقيدة المسيحية، وقسم علم الأخلاق الاجتماعية وعلم الاجتماع الكنسي، وقسم التاريخ الكنسي، وقسم اللاهوت العملي، وقسم التبشير والدراسات المسكونية.

## مواقع خارجية
- university الموقع الرسمي